# Scutelliseta luteifrons
Scutelliseta luteifrons är en tvåvingeart som beskrevs av Richards 1968. Scutelliseta luteifrons ingår i släktet Scutelliseta och familjen hoppflugor. Inga underarter finns listade i Catalogue of Life.